# Yeah Glo!
Yeah Glo! è un singolo della rapper statunitense GloRilla, pubblicato il 9 febbraio 2024 come primo estratto dal suo terzo mixtape Ehhthang Ehhthang.
È stato candidato per il Grammy Award alla miglior interpretazione rap e quello alla miglior canzone rap del 2025.

## Descrizione
Il brano è un mix tra "Memphis Rap" e "crunk".

## Video musicale
Il video musicale è stato pubblicato in concomitanza con l'uscita del brano attraverso il canale YouTube della rapper.

## Successo Commerciale
La canzone ha avuto un grande successo in madrepatria raggiungendo la 28ª posizione nella Billboard Hot 100 e rimanendo per 24 settimane totali nella classifica, diventando anche la sua prima entrata da solista.

## Classifiche

### Classifiche settimanali
| Classifica (2024) | Posizione massima |
| ----------------- | ----------------- |
| Canada            | 88                |
| Stati Uniti       | 28                |

### Classifiche di fine anno
| Classifica (2024) | Posizione |
| ----------------- | --------- |
| Stati Uniti       | 44        |